# Sade-Mariah Greenidge
Sade-Mariah Greenidge (ur. 14 października 1993) – barbadoska lekkoatletka specjalizująca się w sprinterskich biegach przez płotki. Okazjonalnie biega także w sztafecie 4 × 400 metrów.
Wielokrotna medalistka CARIFTA Games. W 2010 reprezentowała Barbados na igrzyskach olimpijskich młodzieży, na których nie przeszła eliminacji biegu na 100 metrów przez płotki. W 2012 zdobyła złoto mistrzostw Ameryki Środkowej i Karaibów juniorów. Bez powodzenia startowała na mistrzostwa świata juniorów w Barcelonie. Siódma zawodniczka uniwersjady w Kazaniu (2013).

## Osiągnięcia
| Rok  | Impreza                                           | Miejsce      | Konkurencja                     | Lokata     | Wynik   |
| ---- | ------------------------------------------------- | ------------ | ------------------------------- | ---------- | ------- |
| 2009 | CARIFTA Games                                     | Vieux Fort   | bieg na 100 metrów przez płotki | 2. miejsce | 14,20   |
| 2009 | CARIFTA Games                                     | Vieux Fort   | bieg na 300 metrów przez płotki | 2. miejsce | 42,81   |
| 2010 | CARIFTA Games                                     | George Town  | sztafeta 4 × 400 metrów         | 3. miejsce | 3:41,30 |
| 2010 | Igrzyska olimpijskie młodzieży                    | Singapur     | bieg na 100 metrów przez płotki | eliminacje | 14,02   |
| 2011 | CARIFTA Games                                     | Montego Bay  | bieg na 100 metrów przez płotki | 2. miejsce | 14,00   |
| 2012 | Mistrzostwa Ameryki Środkowej i Karaibów juniorów | San Salvador | bieg na 100 metrów przez płotki | 1. miejsce | 13,48   |
| 2012 | Mistrzostwa świata juniorów                       | Barcelona    | bieg na 100 metrów przez płotki | półfinał   | DSQ     |
| 2013 | Uniwersjada                                       | Kazań        | bieg na 100 metrów przez płotki | 7. miejsce | 13,35   |

## Rekordy życiowe
- Bieg na 60 metrów przez płotki (hala) – 8,32 (2014)
- Bieg na 100 metrów przez płotki – 13,16 (2013)
- Bieg na 300 metrów przez płotki – 42,81 (2009)
- Bieg na 400 metrów przez płotki – 57,90 (2014)